# Tapeinochilos globiceps
Tapeinochilos globiceps är en enhjärtbladig växtart som beskrevs av Karl Moritz Schumann. Tapeinochilos globiceps ingår i släktet Tapeinochilos och familjen Costaceae. Inga underarter finns listade.